# SNIA (entreprise)
Pour les articles homonymes, voir SNIA.
 (juin 2017).
Si vous disposez d'ouvrages ou d'articles de référence ou si vous connaissez des sites web de qualité traitant du thème abordé ici, merci de compléter l'article en donnant les références utiles à sa vérifiabilité et en les liant à la section « Notes et références ».
SNIA S.p.A. était une société italienne, créée en 1917 à Turin, cotée depuis 1922 à la bourse italienne et mise en faillite en 2010. C'était l'un des principaux groupes industriels italiens, avec un siège à Milan et des bases opérationnelles à travers l'Union européenne et aux États-Unis.
Elle est active dans le domaine des fibres textiles et de la chimie spécialisée, elle est en outre dans le secteur immobilier et dans celui de la mécanique et des matériaux composites.

## Historique
La société SNIA (Società di Navigazione Italo Americana) a été créée à Turin en 1917 par Riccardo Gualino pour exercer des activités marchandes et pour la construction de navires. Au cours des années qui suivirent, la société se développe particulièrement dans un nouveau domaine, celui de la chimie et des fibres artificielles, en devenant la SNIA-Viscosa, avec un succès tel qu'elle doit créer des filiales en Italie et à l'étranger. Elle est la première entreprise italienne à dépasser le milliard de lires de chiffre d'affaires. La société est cotée à la bourse de Milan en 1922 et même à Paris en 1926.
En 1925, la société produit 24 tonnes de fibres textiles par jour soit 11,1 % de la production mondiale. En 1929, elle est le premier producteur de soie artificielle en Europe.
En janvier 1931, Gualino, son fondateur est arrêté sur ordre de Mussolini et emprisonné à Lipari officiellement pour fraude aggravée (voir affaire Oustric) — en réalité Gualino est ouvertement antifasciste.
En 1937, elle commence à produire la Lanital, une fibre issue de la caséine.
Dans le cadre de la politique d'autarcie de l'Italie mussolinienne, le Lanital (mot valise regroupant Lana -Laine- et Italie) est adopté comme tissu standard des uniformes militaires italiens ...mais il n'a pas du tout le même coefficient de protection thermique que la véritable laine naturelle et les soldats italiens en feront l'amère expérience (Bataille des Alpes , invasion de la Grèce et surtout corps expéditionnaire ARMIR sur le front russe .)
Après la guerre, la SNIA-Viscosa continue à se développer, rachetant en 1968 la BPD-Bombrini Parodi Delfino et prend le nom de SNIA-BDP. En 1970, la société est intégrée dans le groupe chimique italien Montedison après le rachat de la participation de Mediobanca.
Au début de l'année 1980, le groupe Fiat S.p.A. prend le contrôle de SNIA et lui apporte la société Sorin Biomedica qui est incluse dans le groupe, créant ainsi les bases pour la création d'un nouveau domaine d'activité de première importance, celle des technologies médicales, qui viendra en complément de secteurs traditionnels, la chimie et les fibres textiles. 
Au début des années 1990, avec la volonté de renforcer ses activités et sa compétitivité dans le domaine des fibres chimiques, Snia-Bpd conclut des accords de coopération avec les groupes Courtaulds et Rhône-Poulenc. Des coentreprises sont créées comme Novaceta et Nylstar, pour la fabrication de fils acétate de cellulose et polyamides, sociétés qui deviendront les leaders européens dans leur domaine. 
En 1992, Snia Bpd rachète la division cardiovasculaire du groupe américain Pfizer, afin de renforcer la position de leader incontesté de Sorin Biomedica sur le marché européen et mondial où il est coleader. Pendant toute la décennie qui suit Snia poursuit sa stratégie d'acquisitions ciblées. 
En 1998, à la suite de l'offre publique de vente de 56 % de son capital par Fiat SpA, autour de Snia-Bpd se constitue un nouveau cercle d'actionnaires de référence qui, après quelques mois, regroupe leurs actions au sein d'une nouvelle société "Bios" qui détiendra 29,9 % du capital de la société, le reste étant détenu par des investisseurs institutionnels et par un actionnariat diffus. 
À partir du 1er janvier 1999, la dénomination officielle de la société redevient SNIA SpA. 
Dans la poursuite de sa stratégie de développement du secteur de la chimie, le Groupe SNIA met en service de nouvelles unités de chimie fine sur le site de Torviscosa dans la province d'Udine au nord est, près de la frontière autricho-slovène, passe un accord avec la société pharmaceutique Bracco pour la réalisation sur le même site d'une usine de synthèse la création d'un pôle technologique avancé intégré. 
Pour valoriser son propre patrimoine de centrales hydroélectriques, Caffaro passe un accord avec la société Sondel du groupe sidérurgique Falck pour le développement de leurs intérêts communs. Ils réaliseront ensemble un projet de centrale de cogénération à Torviscosa. Après la cession de Sondel à Edison SpA, Caffaro Energia sera également cédée par Snia à Edison SpA en septembre 2002. 
En 2001, les activités dans l’agrochimie sont vendues, et en septembre 2002 toutes les activités du secteur des films polyamides seront également cédées.
Au mois de décembre 2001, une OPA est lancée par BIOS pour acquérir la majorité absolue de Snia SpA. 
Au cours de l'année 2003, en parfaite ligne avec la stratégie de minimaliser l'impact environnemental de l'entreprise dans toutes ses activités notamment la chimie, Caffaro chimica la société du groupe spécialisée dans ce domaine, engage les démarches pour obtenir les autorisations gouvernementales pour la construction d'une nouvelle usine de chlore sodium basé sur la technologie à membrane. 
Dans le domaine des fils textiles, le groupe Snia SpA a cédé ses activités dans la fabrication des fils Rayon et acétate, pour se concentrer uniquement sur les polyamides.
Depuis 2010, la SNIA s'est placée sous la loi financière italienne Prodi (legge 3 aprile 1979 n. 95) dite d'amministrazione straordinaria, pour insolvabilité.